# Sézanne
Sézanne este o comună în departamentul Marne, Franța. În 2009 avea o populație de 5,268 de locuitori.